# نيكولا فانيه
نيكولا فانيه (بالفرنسية: l arabe du 72)‏ هو كاتب وكاتب سيناريو ومخرج سنغالي، ولد في 5 مايو 1962 في داكار في السنغال.

## وصلات خارجية
- الموقع الرسمي
- نيكولاس فانير على موقع IMDb (الإنجليزية)
- نيكولاس فانير على موقع ألو سيني (الفرنسية)
- نيكولاس فانير على موقع أول موفي (الإنجليزية)
- نيكولاس فانير على موقع قاعدة بيانات الفيلم (الإنجليزية)
- نيكولاس فانير على موقع كينوبويسك (الروسية)